# Rikki-Tikki-Tavi (film)

Rikki-Tikki-Tavi (en russe : Рикки-Тикки-Тави) est un film soviéto-indien sorti en 1975 et réalisé par Aleksandr Zgouridi d'après l'histoire du même nom écrite par Rudyard Kipling dans le recueil de nouvelles Le Livre de la jungle.  

## Synopsis
Dès les premières images, Teddy déclame une ode aux poèmes de Rudyard Kipling dans une traduction de Samouil Marchak non crédité au générique.
Selon Rudyard Kipling, en reprenant la traduction en français de messieurs Louis Fabulet et Robert d'Humières, « Ceci est l'histoire de la grande guerre que Rikki-tikki-tavi livra tout(e) seul(e) dans les salles de bain du grand bungalow » contre Nag et Nagaina, un couple de cobras. Ce combat se déroule dans la deuxième partie du film, à partir de la 33e minute lorsque Teddy est rentré de l'hôpital.
La première partie est une préquelle avec la balade de Teddy et de son ami John ce qui nous permet de découvrir le cadre de l'action, la jungle et sa faune étonnante, avec la présentation de sa famille qui habite dans un magnifique bungalow entouré d'un vaste jardin, avec son père au travail, un colon dirigeant des autochtones.
Alors que Teddy et son camarade continuent leur promenade en coracle, un orage éclate déversant des trombes d'eau. Le gonflement du débit d'un ruisseau provoque la rupture d'une digue ce qui entraîne une violente crue qui charrie des végétaux et des animaux dont une mangouste. Téméraire, Teddy se précipite dans les flots pour la sauver et après bien des efforts il parvient, épuisé, à la déposer sur la berge mais il est sérieusement blessé au dos. John part chercher du secours et en obtient auprès de Monsieur Bernard Tchibnell, puis de son père. Transporté à l'hôpital, il apprend après son opération qu'il devra désormais se déplacer en fauteuil roulant. Bien qu'entouré d'affection, distrait par la présence amicale et intrusive de sa mangouste, vivant dans d'excellentes conditions matérielles, il vit mal son immobilité surtout en voyant un groupe de ses camarades jouer au football, il se rend compte amèrement de l'étendue de son handicap et de sa marginalisation.
D'autres vivent mal aussi mais pour d'autres raisons: le couple de cobras qui demeurait dans le jardin quand la maison était inoccupée, voit d'un mauvais œil tous ces arrivants d'autant plus qu'ils attendent vingt-cinq petits qui vont bientôt éclore et qui auront bien besoin de se déplacer dans leur territoire.
Le suite du film est, pour l'essentiel, assez proche de la nouvelle de Rudyard Kipling.

## Fiche technique
- Titre : Rikki-Tikki-Tavi
- Titre original : russe : Рикки-Тикки-Тави
- Réalisateurs : Nana Kldiachvili, Aleksandre Zgouridi, Sourendra Souri
- Assistants de réalisation : B. Tchernova, L. Zemelmane
- Scénario : Anatoli Sergueïevitch Tchoudnovski, Aleksandr Zgouridi et Nana Kldiachvili d'après Rudyard Kipling
- Rédacteur : V. Rousso
- Opérateurs : O. Fedorov, V. Poustovalov, V. Ropeïko, O. Tchvkine,
- Caméra et électricité : I. Chidakov
- Son : A. Koulakov
- Montage : N. Dzougoutova
- Directeur artistique : Gueorgui Aleksandrovitch Strouve (ru) secondé par Ia. Benine
- Directeurs de production, de l'image, de la distribution : S. ParandjpeÏ, A. Tchoudnovski
- Décors : Piotr Issidorovitch Pachkevitch (ru)
- Maquillage : L. Kouznetsova
- Dresseurs d'animaux : Abou Bekker, A. Jadan
- Consultant scientifique : Nikolaï Drozdov
- Musique : Alfred Schnittke
- Direction de l'orchestre national de la cinématographie : Emin Khatchatourian
- Chœur d'enfants du studio d'art des pionniers
- Production : Tsentrnaoutchfilm (ru), association créative «Orbita» en URSS, Société de films pour enfants de l'Inde
- langue : russe
- Format : couleur - 35 mm sphérical - 1,37 : 1 - son mono
- Durée : 78 minutes
- Date de sortie :
  - URSS : septembre 1976

## Distribution
- Igor Alekseïev : Teddy Lawson
- Alexeï Batalov : Robert Lawson, père de Teddy
- Sourendra Souri : Bernard Tchibnell
- Margarita Terekhova : Margaret Lawson, mère de Teddy
- Vladimir Petrovitch Vassiliev (ru) : Edgar, le médecin
- Sandine Vichnou : John, l'ami de Teddy

Voix off pour la personnalisation des animaux :
- Vera Vladimirovna Altaïskaïa (ru) : Darzee
- Irina Pavlovna Kartachiova (ru) : Nagaina
- Andreï Mironov : Rikki-tikki-tavi
- Iouri Nikolaïevitch Pouzyriov (ru) : Nag (naga signifie serpent en hindi)

## En bref
Ce film est visible sur You Tube en langue russe. C'est à partir de ce visionnage que cette page a été créée .
Ce film a quand même été projeté en France lors du 21e festival ciné Junior dans le Val de Marne du 26 janvier 2011 au 8 février 2011.